# Atolla
Genre
Atolla  est un genre de méduses couronnées de l'ordre des Coronatae. Le genre Atolla a été initialement proposé par Haeckel en 1880 et élevé au niveau de la famille monotypique, comme Atollidae par Henry Bigelow en 1913. Les six espèces connues en 2007 habitent la zone mésopélagique. Les méduses possèdent plusieurs lobes appelés lappets à la marge de la cloche. Les méduses ont également huit tentacules, alternant avec huit rhopalies, et deux fois plus alors que plusieurs lappets deviennent des tentacules.

## Espèces
- Atolla chuni Vanhöffen, 1902
- Atolla gigantea Maas, 1897
- Atolla parva Russell, 1958
- Atolla russeli Repelin, 1962
- Atolla tenella Hartlaub, 1909
- Atolla vanhoeffeni Russell, 1957
- Atolla wyvillei Haeckel, 1880
- Atolla reynoldsi Matsumoto et al., 2022